# Бруно Рцонка
Бруно Рцонка (нім. Bruno Rzonca; 19 травня 1918, Марієнвердер, Німецька імперія — 23 липня 2004, Краун-Пойнт, США) — німецький військовик, машинен-оберєфрейтор крігсмаріне.

## Біографія
На початку Другої світової війни служив в котельні легкого крейсера «Карлсруе». Під час Норвезької кампанії 9 квітня 1940 року крейсер був важко пошкоджений торпедами британського підводного човна «Труант». Екіпаж був підібраний міноносцем «Грайф», який після цього потопив «Карлсруе». Рцонка був призначений на лінкор «Бісмарк», обслуговував повітряні компресори стартової катапульти. Після потоплення лінкора 27 травня 1941 року був врятований екіпажом британського важкого крейсера «Дорсетшир» і взятий в полон. В 1947 році звільнений і повернувся в Німеччину, незабаром одружився. В 1952 році переїхав в Сент-Луїс, де працював у магазині. Потім переїхав у Гері, працював токарем в компанії Blaw-Knox, яка виробляє асфальтоукладальники. В 1982 році вийшов на пенсію.

## Нагороди
- Залізний хрест 2-го класу (1940)